# Salviac
Salviac (en francès Salviac) és un municipi francès situat al departament de l'Òlt i a la regió d'Occitània.

## Demografia
| 1962                                       | 1968 | 1975 | 1982 | 1990  | 1999  | 2007  | 2010  |
| ------------------------------------------ | ---- | ---- | ---- | ----- | ----- | ----- | ----- |
| 910                                        | 972  | 896  | 855  | 1.003 | 1.076 | 1.186 | 1.283 |
| Des de 1962: població sense dobles comptes |      |      |      |       |       |       |       |

## Administració
| Període | Identitat           | Partit |
| ------- | ------------------- | ------ |
| 2001-   | Jean-Pierre Cabanel |        |